# James Rossiter
James Stuart Rossiter (Oxford, 25 de agosto de 1983) é um ex-piloto profissional e executivo de automobilismo britânico.
Ele foi piloto de testes da BAR, Honda, Super Aguri e Force India na Fórmula 1 e havia sido contratado para pilotar para a US F1 Team na temporada de 2010, porém a equipe desistiu de sua inscrição e acabou não entrando para a categoria.
Em outubro de 2022, ele assumiu o cargo de chefe de equipe da Maserati MSG Racing na Fórmula E. Antes de ingressar na Maserati, Rossiter foi diretor esportivo e piloto reserva da DS Techeetah e competiu pela Peugeot Sport no Campeonato Mundial de Endurance da FIA. Rossiter se retirou da equipe Maserati MSG em outubro de 2023.